# 韋群島
66°53′S 143°40′E / 66.883°S 143.667°E
韋群島（英語：Way Archipelago），是南極洲的群島，位於喬治五世地，由超過120座小島和岩石組成，最大島嶼是斯蒂爾韋爾島，由澳大拉西亞探險隊發現，現時由南極條約體系管理。